# Paleis van Mukden
Het Paleis van Mukden, ook Paleis van Moekden (Vereenvoudigde Chinees: 盛京宫殿, Traditioneel Chinees: 盛京宮殿,Pinyin: Shèngjīng Gōngdiàn) of Keizerlijk paleis van Shenyang (Vereenvoudigde Chinees: 沈阳故宫, Traditioneel Chinees: 瀋陽故宮,Pinyin: Shěnyáng Gùgōng) was het voormalige keizerlijk paleis van de vroege door Mantsjoes geleide Qing-dynastie. Het werd gebouwd in 1625 en de eerste drie Qing-keizers woonden er van 1625 tot 1644. Sinds de ineenstorting van de keizerlijke overheersing in China is het paleis omgebouwd tot een museum dat nu ligt in het centrum van Shenyang, hoofdstad van de huidige Chinese provincie Liaoning.
De eerste gebouwen van het paleis werden gebouwd in 1625 in opdracht van Nurhaci, de stichter van de latere Jin-dynastie, die later de Qing-dynastie werd. In 1631 gaf Hong Taiji, de opvolger van Nurhaci, opdracht tot een uitbreiding van het paleis. Vanaf het begin werd het Mukdenpaleis gebouwd om te lijken op de Verboden Stad in Peking, waarbij de Jin/Qing zich voordeden als directe rivalen van de Ming-dynastie, die in die tijd over China heerste. Het heeft echter ook architectonische elementen van Mantsjoe en Tibetaanse stijlen.
Na de val van de Ming-dynastie en de inbeslagname van Peking door de Qing in 1644 verloor het Mukden-paleis zijn status als officiële residentie van de Qing-keizers aan de Verboden Stad. Vanaf dat moment werd het een regionaal paleis. Het wordt echter niet vergeten, want in 1780 liet keizer Qianlong het paleis opnieuw vergroten en verbleven bijna alle Qing-keizers minstens één keer per jaar in het Paleis van Mukden.
Na het verlies van alle officiële status na de revolutie van 1911 werd het Paleis van Mukden in 1955 omgevormd tot het Shenyang Keizerlijk Paleis Museum.

## Beschrijving

Plan van het Paleis van Mukden

Het paleis van Mukden bestaat uit verschillende gebouwen: het grote politieke paleis, de paviljoens van de Tien Heren (waaronder de Heren van de Acht Vendels en de Heer van de Linkervleugel), de Fenikszaal, het Paviljoen van de Zuivere Rust, en de Keizerlijke Troonzaal (Gouden Klokkenzaal).
Het beslaat een oppervlakte van ongeveer 60.000 vierkante meter, met meer dan 300 gebouwen en 20 binnenplaatsen. De indeling van de gebouwen maakt het mogelijk om deze op te splitsen in drie delen:
- Het oostelijke deel, het oudste deel, gebouwd tijdens het bewind van Nurhaci.
- Het centrale gedeelte, gebouwd tijdens het bewind van Hong Taiji en gedeeltelijk herontworpen tijdens het bewind van Qianlong
- Het westelijke deel, gebouwd tijdens het bewind van Qianlong

Het centrale deel vormt het hoofdbestanddeel van het paleis en in het oostelijke deel bevinden zich de paviljoens van de tien heren. De algemene architectuur van het paleis is een combinatie van Chinese, Mantsjoe en Mongoolse architectonische elementen; de drie belangrijkste etnische groepen die na de Nurhaci-periode in het Jin-imperium leven.
Het grootste deel van het centrale deel van het paleis bevindt zich in het centrum van de oude stad Shenyang, die in de tijd van Hong Taiji werd gebouwd. Overeenkomstig de kanunniken van de traditionele Chinese architectuur zijn de paleisgebouwen aan weerszijden van een centrale as gerangschikt, met aan weerszijden een aantal symmetrische bijgebouwen.

## Werelderfgoed
In 1987 werd de Verboden Stad tijdens de 11e sessie van de Commissie voor het Werelderfgoed ingeschreven als UNESCO werelderfgoed op de werelderfgoedlijst. Deze inschrijving werd in 2004 uitgebreid tijdens de 28e sessie door de toevoeging aan deze inschrijving van het Paleis van Mukden. De inschrijving werd hernoemd en de gezamenlijke inschrijving kreeg als benaming de Keizerlijke paleizen van de Ming- en Qing-dynastieën in Peking en Shenyang.
Chinese Muur · Heilige berg Taishan · Verboden Stad · Paleis van Mukden · Mogaogrotten · Mausoleum van de eerste Qin-keizer · Vindplaats van de Pekingmens in Zhoukoudian · Berglandschap van Huang Shan · Jiuzhaigou-vallei · Huanglong · Wulingyuan · Bergresidentie en afgelegen tempels van Chengde · Tempel en begraafplaats van Confucius en het huis van de familie Kong in Qufu · Oud gebouwencomplex in de Wudangbergen · Historisch ensemble van het Potala-paleis in Lhasa · Jokhangtempel · Norbulingkatempel · Nationaal park Lushan · Landschap rond de berg Emei, inbegrepen het gebied van de Grote Boeddha van Leshan · Oude stad Lijiang · Oude stad Pingyao · Suzhou · Zomerpaleis, een keizerlijke tuin in Peking · Tempel van de hemel, een keizerlijk offeraltaar in Peking · Rotssculpturen van Dazu · Wuyigebergte · Oude dorpen in zuidelijk Anhui - Xidi en Hongcun · Keizerlijke paleizen van de Ming- en Qing-dynastieën in Peking en Shenyang · Grotten van Longmen · Qingcheng en Dujiangyan-irrigatiesysteem · Grotten van Yungang · Beschermd gebied van drie parallelle rivieren in Yunnan · Hoofdsteden en graven van het oude koninkrijk Koguryo · Historisch centrum van Macau · Reservaten van de reuzenpanda in Sichuan · Yinxu · Diaolou en dorpen in Kaiping · Zuid-Chinese karstlandschap · Tulou in Fujian · Nationaal park Sanqingshan · Wutai Shan · Cultuurlandschap van het Westelijke Meer van Hangzhou · Tian Shan in Xinjiang · Cultuurlandschap van rijstterrassen van de Hani in Honghe · Het Grote Kanaal · Zijderoute: het wegennetwerk van de Chang'an-Tiensjancorridor · Sites van de Tusi · Cultuurlandschap met rotstekeningen van Zuojiang Huashan · Hubei Shennongjia · Qinghai Hoh Xil · Gulangyu: een historische internationale nederzetting · Fanjingshan · Archeologische ruïnes van de stad Liangzhu · Trekvogelreservaten langs de kust van de Gele Zee en de Golf van Bohai · Quanzhou